# برونوين هيوز
برونوين هيوز هي كاتبة سيناريو ومخرجة كندية، ولدت في 17 أكتوبر 1967 في تورونتو في كندا.

## وصلات خارجية
- برونوين هيوز على موقع IMDb (الإنجليزية)
- برونوين هيوز على موقع روتن توميتوز (الإنجليزية)
- برونوين هيوز على موقع ألو سيني (الفرنسية)
- برونوين هيوز على موقع تيرنر كلاسيك موفيز (الإنجليزية)
- برونوين هيوز على موقع أول موفي (الإنجليزية)
- برونوين هيوز على موقع قاعدة بيانات الأفلام السويدية (السويدية)
- برونوين هيوز على موقع قاعدة بيانات الفيلم (الإنجليزية)
- برونوين هيوز على موقع كينوبويسك (الروسية)